# Pseudothecadactylus cavaticus
Espèce
Synonymes
- Pseudothecadactylus lindneri cavaticus Cogger, 1975

Pseudothecadactylus cavaticus est une espèce de gecko de la famille des Diplodactylidae.

## Répartition
Cette espèce est endémique du Kimberley en Australie-Occidentale. 

## Publication originale
- Cogger, 1975 : New lizards of the genus Pseudothecadactylus (Lacertilia: Gekkonidae) from Arnhem Land and northwestern Australia. Records of the Australian Museum, vol. 30, n. 3, p. 87-97 (texte intégral).